# تومي إدواردز (مغني)
تومي إدواردز (بالإنجليزية: Tommy Edwards)‏ هو مغني وكاتب أغاني أمريكي، ولد في 17 فبراير 1922 في ريتشموند في الولايات المتحدة، وتوفي في 22 أكتوبر 1969 في مقاطعة هنريكو في الولايات المتحدة.

## وصلات خارجية
- تومي إدواردز على موقع IMDb (الإنجليزية)
- تومي إدواردز على موقع ميوزك برينز (الإنجليزية)
- تومي إدواردز على موقع أول ميوزيك (الإنجليزية)
- تومي إدواردز على موقع ديسكوغز (الإنجليزية)